# スティーヴン・スティルス
スティーヴン・スティルス（Stephen Stills、1945年1月3日 - ）は、アメリカ合衆国出身のミュージシャン、シンガーソングライター、ギタリスト。
米西海岸を代表するアーティストの一人。これまで「バッファロー・スプリングフィールド」「クロスビー、スティルス&ナッシュ」などのグループやソロで活動し、1997年に両バンド名義で『ロックの殿堂』入りを果たしている。
2003年、ローリング・ストーン誌選出「歴史上最も偉大な100人のギタリスト」28位。2011年の改訂版では第47位。

## キャリア

### 初期
スティルスは軍人の家庭に生まれ、幼い頃から父の仕事の関係でアメリカ各地、中米などを転々とした。各地で様々な音楽に触れ、ブルース、フォークミュージック、ラテン音楽などに影響を受けた。
1960年代前半、音楽の道に進むことを決意しフロリダ大学を辞め、いくつかのバンドを転々とする（後にイーグルスに加入するドン・フェルダーとも一時期バンドを組んでいた）。またグリニッジ・ヴィレッジのコーヒーハウスでひとりで歌うこともあった。
まもなく、グリニッジ・ヴィレッジのナイトクラブ「Cafe Au Go Go」を本拠地とする9人編成のコーラス・グループ「オー・ゴー・ゴー・シンガーズ」を結成（この中に、共にバッファロー・スプリングフィールドを立ち上げることになるリッチー・フューレイもいた）。このグループは1964年にアルバムを1枚リリースしたが翌年解散、スティルスも含めた残党でフォーク・ロック・バンド、ザ・カンパニーを結成する。ザ・カンパニーは6週間ほどのカナダ・ツアーを行い、ここでスティルスとフューレイは当地の若いギタリスト、ニール・ヤングと出会う。
結局ザ・カンパニーも数カ月で解散。スティルスは、セッション活動の合間にザ・モンキーズのオーディションなども受けたが不合格になり、1966年、当時マサチューセッツに住んでいたリッチー・フューレイに連絡をとり、彼と共にカリフォルニアに移る。

### バッファロー・スプリングフィールド

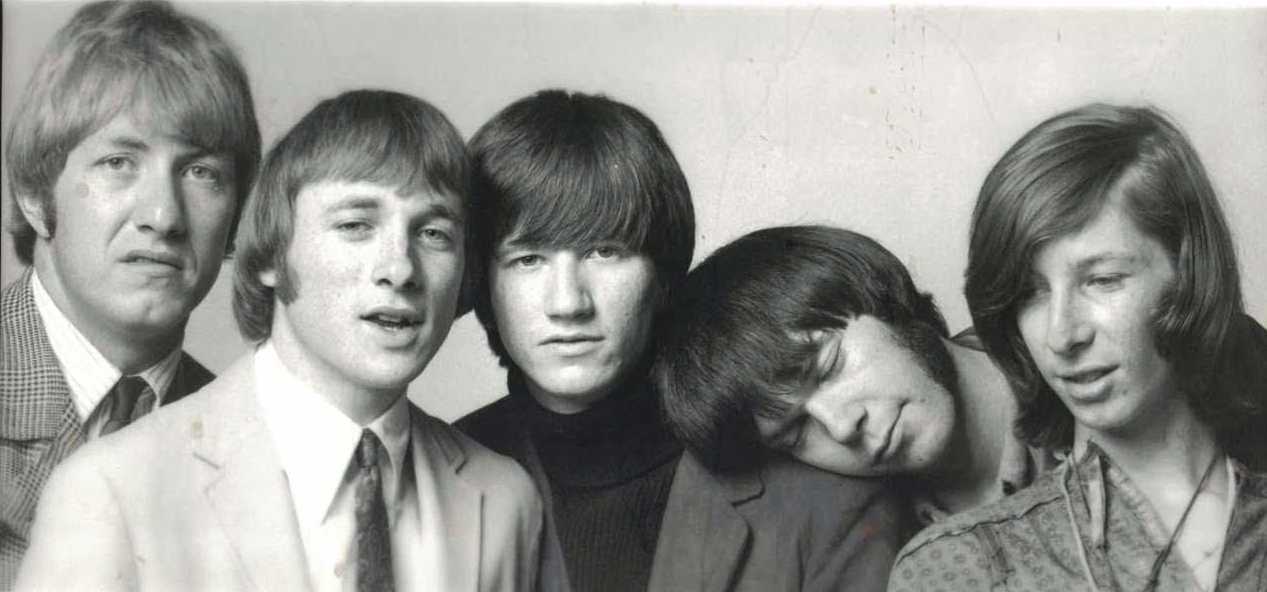
バッファロー・スプリングフィールド

スティルスとフューレイは、ロサンゼルスの路上でカナダ・ツアー時に知り合ったニール・ヤングに偶然再会する。意気投合した3人はバッファロー・スプリングフィールドを結成。3枚のアルバムをリリースするが1968年に解散。
それから間もなく、ブラッド・スウェット・アンド・ティアーズにリード・ボーカリストとして勧誘されるが断った。また、1968年5月にはアル・クーパーに誘われてジャム・セッションに参加し、この録音はクーパー及びマイク・ブルームフィールドと連名のアルバム『スーパー・セッション』に収録された。

### CS&N、CSN&Y

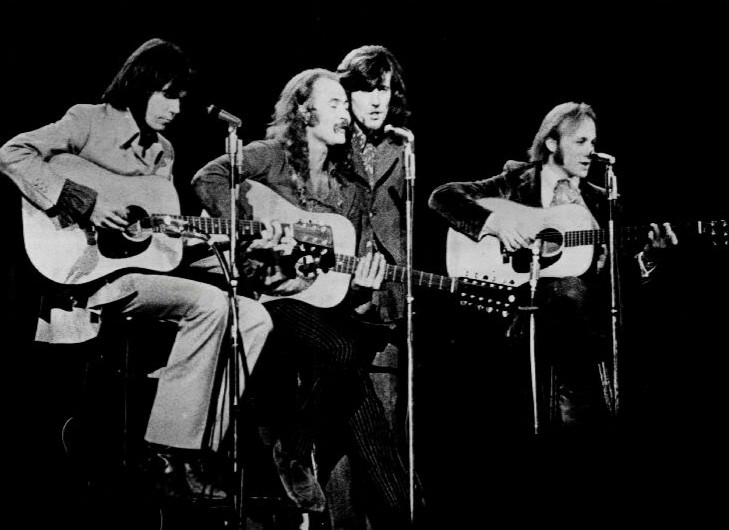
CSN&Y時代 (1970年)

バッファロー・スプリングフィールドの崩壊が決定的になった際に、スティルスはキャス・エリオットの手引きにより、ジョニ・ミッチェルの家で元バーズのデヴィッド・クロスビー、元ホリーズのグラハム・ナッシュに会う。スティルス作の「泣くことはないよ」を3人で歌ったことがきっかけで新グループ結成を決め、各自のファミリー・ネームを並べたクロスビー、スティルス&ナッシュがスタートした。
1969年5月、デビュー・アルバムを発表。3人にダラス・テイラー（ドラムス）を加えた4人で主に制作されたが、ドラムス以外の楽器はほとんどスティルスの手によって演奏された。まもなくニール・ヤングが加わり、クロスビー、スティルス、ナッシュ&ヤングに名を変えてセカンド・アルバム『デジャ・ヴ』を発表。スティルスとヤングの確執によりその後長きにわたって解散と（時には3人、時には4人で）再結成を繰り返した。
スティルスは、モントレー・ポップ・フェスティバルにはバッファロー・スプリングフィールドとして、ウッドストック・フェスティバル、オルタモント・フリー・コンサートにはCSN&Yとしてそれぞれ出演している。
1976年、スティルスとヤングは2人でデュオ名義のアルバムの制作に取り掛かる。その後、スティルスはCSN&Yの再始動を希望し、すでに完成したトラックにクロスビーとナッシュのコーラスが録音されたが、結局レコード会社との契約やその後予定されていたツアーの問題からクロスビーとナッシュ2人のボーカル・トラックを消去してしまう。当時、クロスビーとナッシュもデュオアルバムの制作中であった。結局、スティルス・ヤング・バンド名義で Long May You Run としてリリースした。続くツアーはヤングが喉の感染症にかかり途中で離脱。契約上、スティルスはヤング抜きでツアーを続行した。
1977年、スティルスは、クロスビー、ナッシュとCS&Nの形で再結成。アルバム『CSN』(CSN) をリリースした。
1997年、CS&Nとバッファロー・スプリングフィールドが同時にロックの殿堂入りを果たし、スティルスは一度に2回殿堂入りした最初の人物となった。これを記念してフェンダーは、ネックプレートに記念文を彫り込んだテレキャスターを製作し、スティルスに贈った。

### CSN&Y以外の活動

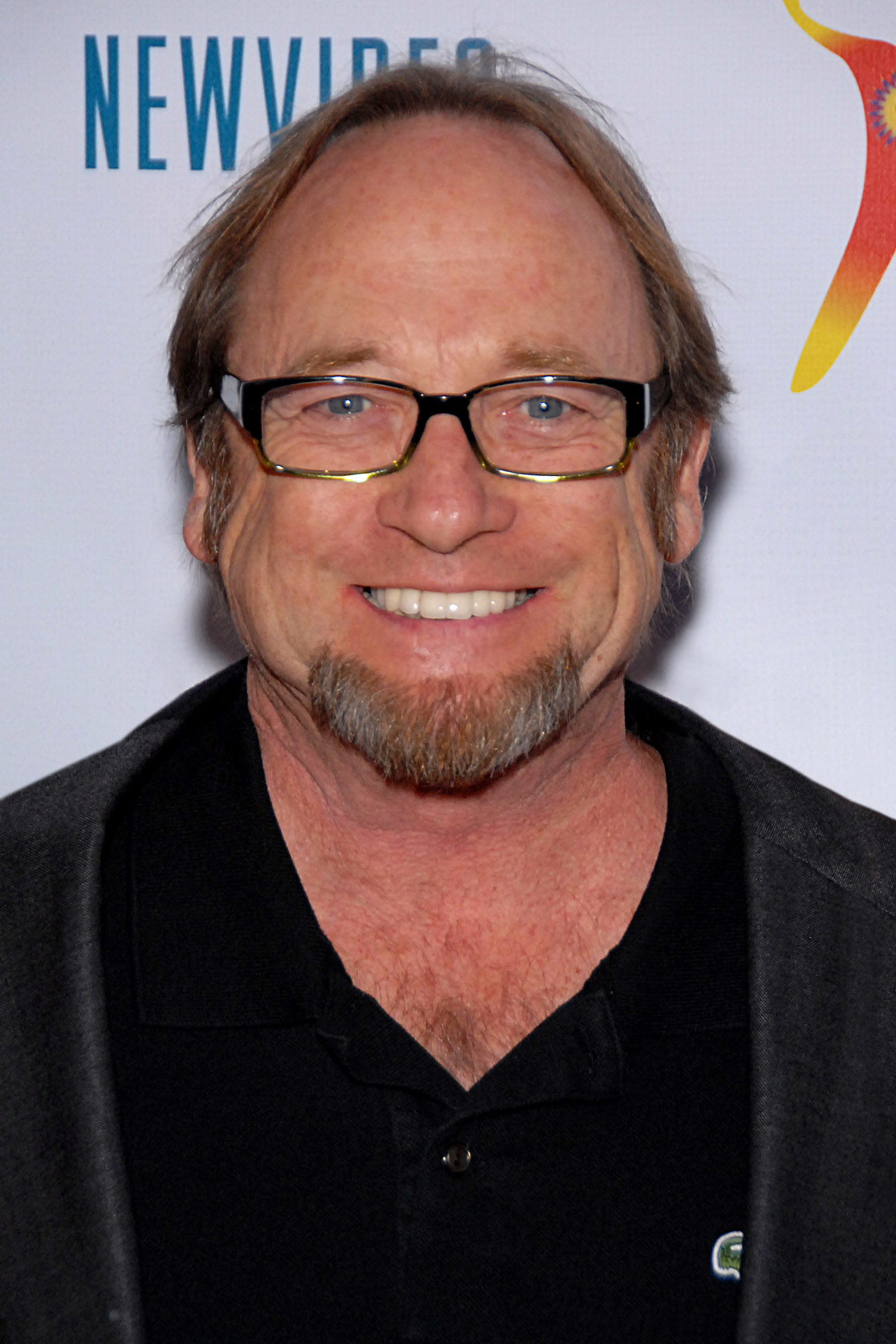
ロサンゼルスにて (2011年)

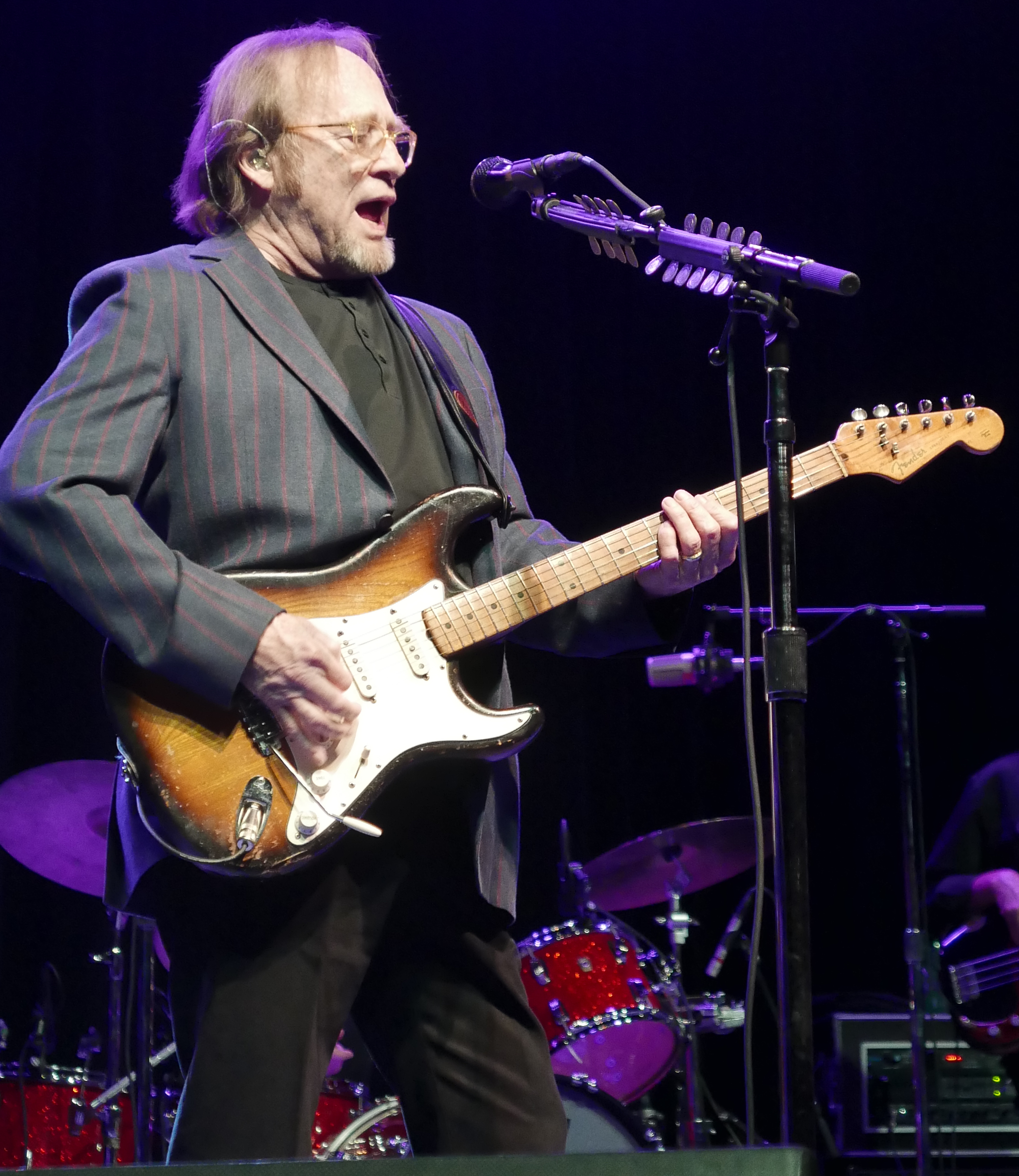
The Rides時代 (2016年)

CSN&Y活動中からメンバー4人はバンドとは別に各自のソロ活動も並行して行っていた。スティルスは1970年、セルフタイトルのソロ・デビューアルバムを発表。このアルバムにはCSN&Yのメンバーに加えて、エリック・クラプトン、ジミ・ヘンドリックス、キャス・エリオット、ブッカー・T・ジョーンズ、リンゴ・スターら豪華な顔触れのゲストが参加した。このアルバムからは「愛への讃歌 (Love the One You're With)」のヒットが生まれた。
『スティーヴン・スティルス2』には「Change Partners」なる曲が収録された。この歌はCSN&Yが結成される前に書かれたものだが、グラハム・ナッシュはこの曲をCSN&Yにおける人間関係を歌ったものだと解釈した。
1971年、スティルスは、元バーズのクリス・ヒルマンらとマナサスを結成。セルフ・タイトルの2枚組デビュー・アルバムはビルボードのアルバム・チャートの4位まで上昇した。
マナサスのフランス・ツアー中に知り合ったフランス人シンガーソングライター、ヴェロニク・サンソン（Véronique Sanson）と結婚。息子クリスも生まれ、スティルスの作風もCSN&Yの頃のような尖った緊張感を持ったものから、穏やかな楽しいムードのものに変わって行った。当時の曲「To Mama From Christopher and the Old Man」は彼の家族に対する温かい視線を書いたものである（その後、1976年に離婚）。このころコロムビアに移籍し、『Stills』(1975)、『Illegal Stills』(1976) の2枚のアルバムをリリースする。
1979年3月には、キューバのハバナで行われたハバナ・ジャムに出演。このフェスティバルにアメリカ側から参加したのはスティルスのほかにウェザー・リポート、トリオ・オブ・ドゥーム、ファニア・オールスターズ、クリス・クリストファーソン、リタ・クーリッジ、ビリー・ジョエルら。
2005年にはソロ・アルバム『Man Alive!』をイギリスの独立レーベル、Talking Elephantからリリース。
2006年から2007年にかけては、スティルス自身が「ザ・カルテット」と呼んだバック・バンドを従えて精力的にツアーを行った。2008年10月にはソロとして初めてヨーロッパをツアーした。
2011年、映画『Wretches & Jabberers』のサウンドトラックに "Low Barefoot Tolerance" を提供した。
2013年、ケニー・ウェイン・シェファード(G)、バリー・ゴルードバーグ(Key)と3人でブルースバンド「The Rides」を結成。
2017年、かつての恋人でもあった50年来の友人で女性歌手の、ジュディ・コリンズとコラボしたStills & Collins名義の作品『Everybody Knows』を発表。

## 音楽的才能
バッファロー・スプリングフィールドからCS&Nに移行する時期に、スティルスのギター・プレイは飛躍的に進歩した。一般的なロックンロール、ブルースに加え、カントリーミュージック、フォーク、ラテン音楽、民族音楽等を熱心に研究したことに加え、当時の彼のプレイには、友人であるジミ・ヘンドリックスからの大きな影響があった。また、サウンド・メイキングに対する実験的な姿勢は当時の業界でも評判で、様々な変則チューニングを導入したりしている。
スティルスは弦楽器のみならず、ピアノ、オルガンなどのキーボード類、ドラムスも演奏できるマルチインストゥルメンタリストであった。クロスビー、スティルス&ナッシュのデビュー・アルバムでは、スティルスがほとんどの楽器を演奏しており、ローリング・ストーン誌からは「キャプテン・メニーハンズ」(Captain Manyhands) と評され、メンバーのグラハム・ナッシュも「スティーヴンには明確なイメージがあり、デヴィッド（・クロスビー）と自分はそれを好きにやらせることにしていた」と語った。

## ディスコグラフィ

### ソロ
- Stephen Stills (1970.11)
- Stephen Stills 2 (1971.6)
- Stills (1975.6)
- Stephen Stills Live (1975.12)
- Illegal Stills (1976.3)
- Still Stills: The Best of Stephen Stills (1976.12)
- Thoroughfare Gap (1978.9)
- Right By You (1984.7)
- Stills Alone (1991.9)
- Turnin' Back The Pages (2003.11)
- Man Alive! (2005.8)
- Just Roll Tape (2007.7)
- Live at Shepherd's Bush (2009.10)

### オー・ゴー・ゴー・シンガーズ
- They Call Us Au Go Go Singers (1964.11)

### バッファロー・スプリングフィールド
- Buffalo Springfield (1966.12)
- Buffalo Springfield Again (1967.11)
- Last Time Around (1968.7)
- The Best of … Retrospective (1969.3)
- Buffalo Springfield (Collection) (1973)
- Buffalo Springfield (box set) (2001.7)

### ブルームフィールド・クーパー・スティルス
- Super Session (1968.7)

### クロスビー、スティルス&ナッシュ（&ヤング）
- Crosby, Stills & Nash (1969.5)
- Déjà Vu (1970.3)
- Four Way Street (1971.4)
- So Far (1974.8)
- CSN (1977.6)
- Daylight Again (1982.6)
- Replay (1983.8)
- American Dream (1988.11)
- Live It Up (1990.6)
- CSN (box set) (1991.10)
- After The Storm (1994.8)
- Looking Forward (1999.10)
- Greatest Hits (2005.3)
- Déjà Vu Live (2008.7)

### スティルス・ヤング・バンド
- Long May You Run (1976.9)

### マナサス
- Manassas (1972.4)
- Down the Road (1973.4)
- Pieces (2009.9)

### The Rides
- Can't Get Enough (2013)
- Pierced Arrow (2016)

### スティルス&コリンズ
- Everybody Knows (2017)